# Belladona
La belladona o tabac bord (Atropa belladonna) és una planta perenne de la família de les solanàcies. Es pot cultivar o natural·litzar, sovint la trobarem en ambients ombrívols amb sols calcaris rics en nitrogen. Etimològicament, Atropos és el nom en llatí de la filla de la nit i Ebreo (la més vella de les parques) i belladona deriva de l'ús cosmètic que en feien antigament les dones romanes per a dilatar les pupil·les per motius estètics. És una planta originària d'Europa, Àfrica del nord i la zona més occidental d'Àsia.

## Descripció morfològica
És un arbust de fins a un metre d'alçada, fulles verd fosc i flors campanulades. El fruit és una baia d'un centímetre de diàmetre.
És hemicriptòfita (planta plurianual que té les gemmes persistents arran del terra, protegides del fred per una capa de fullaraca o per la neu).

### Òrgans vegetatius
- Morfologia de la rel: És una rel axonomorfa, cilíndrica. La part superior és bastant gruixuda, i, a mesura que es va introduint verticalment a terra, es va tornant més prima. Pot arribar a fer 1 metre de longitud.
- Morfologia de la tija: Surten del rizoma unes branques aèries anuals.
- Morfologia de les fulles: Fulles caulinars peciolades, de marge sencer i nervadura pennada. Prenen forma entre ovalada a el·líptica. La seva és disposició alterna per bé que en parts properes a la inflorescència se'n troben dos al mateix nus, no oposades entre si i de diferent mida.

### Òrgans reproductors
- Repartició de sexes: Hermafrodita.
- Inflorescència: Racemosa, en raïm.
- Morfologia de les peces florals: Les flors són bastant grans, campanulades (en forma de campana), de color púrpura o violeta. El calze i la corol·la estan clarament diferenciats. El calze és de color verd i està format per 5 sèpals dialisèpals. És acrescent (es desenvolupa amb el fruit). La corol·la està formada per 5 pètals gamopèpals.
- Androceu: Format per 5 estams (encara que podem trobar-ne de 4 a 8) inserits en el tub de la corol·la. Les antenes estan unides però no soldades.
- Gineceu: Format per un ovari súper i bicarpel·lar. Amb un únic estil i nombrosos òvuls.
- Fruit: És una baia esfèrica de la mida d'una cirera. Al seu interior hi ha un suc de color morat de sabor dolç i amb nombroses llavors.

## Ecologia
La belladona floreix unes flors morades a partir del mes de maig fins entrat l'estiu i, a vegades, torna a florir a la tardor. El seu fruit immadur és vermell però s'ennegreix al madurar.

## Farmacologia

### Droga
Les parts que s'utilitzen són les fulles fresques, que contenen (atropina i hiosciamina), la rel (atropina) i la inflorescència.
El període de recol·lecció òptim és a la primavera abans de la floració.

### Composició química
El principi actiu de l'Atropa belladonna és l'atropina (un alcaloide), tot i que aquesta planta també presenta d'altres alcaloides (hiosciamina i escopolamina) en menor concentració.
El seu contingut en atropina es troba entre el 0.2-0,6% encara que hi ha varietats que arriben a concentracions properes a l'1%.

### Acció farmacològica / propietats
Els efectes comencen al cap de 15-30 minuts.
L'atropina quan arriba al cervell en dosis baixes, bloqueja els receptors de l'acetilcolina disminuint els impulsos de les terminacions nervioses; i si arriben dosis altes, apareix una estimulació abans de la depressió.
Amb dosis lleus, es redueix la salivació i el peristaltisme intestinal. Amb dosis altes s'augmenta el pols i el ritme respiratori, l'acció dels músculs involuntaris decreix, s'accelera la freqüència cardíaca, la dilatació de les pupil·les és molt marcada, s'inhibeixen els reflexos oculars així com l'acomodació del cristal·lí, de manera que els objectes que estan a prop es veuen borrosos. Finalment amb dosis encara més grans, s'inhibeix la micció i apareixen al·lucinacions visuals i auditives. L'ús d'aquesta planta de manera prolongada pot causar restrenyiment crònic.
No s'han confirmat anomalies genètiques en humans, però en alguns estudis amb animals s'han trobat alteracions fetals.

### Usos Medicinals
S'usa en forma de tintures o extractes purificats.
- Teràpia herbolària: s'aplica en casos de neuràlgies, tos nerviosa, asma, convulsions, tos convulsiva, epilèpsia, constriccions espasmòdiques, i en algunes malalties dels ulls.
- Medicina moderna: s'utilitza per bloquejar els impulsos de les terminacions nervioses (així s'eviten les contraccions involuntàries dels músculs), de manera que no es podria realitzar una operació dels ulls sense l'ajuda d'aquesta droga.

L'atropina, juntament amb la L-dopa, s'utilitza per tractar la malaltia de Parkinson. S'utilitza també com a sedant, analgèsic lleu.

### Toxicitat
L'ús de belladona implica un risc de toxicitat elevat. Els alcaloides que conté tenen un gran efecte a petites concentracions. Entre la dosi terapèutica (dosi que cal per produir l'efecte esperat) i la dosi tòxica no hi ha molta diferència.

## Observacions
Aquesta planta va ser introduïda dins la pràctica terapèutica l'any 1741.
Pel que fa a l'obtenció, l'any 1949 va sortir una ordre ministerial (al Boletín Oficial del Estado), on es prohibia la recol·lecció de les rels i dels fruits d'aquesta planta, i només es permetia recol·lectar les fulles durant els últims mesos de la primavera i de l'estiu.
La legislació és molt poc precisa en el fet de dir si és il·legal o legal. A Espanya, per regla general només està prohibida la seva venda pública (només es pot fer en farmàcies, però no necessita recepta mèdica), per tant el seu cultiu està totalment permès. Però en altres llocs, com en alguns països sud-americans, si que està prohibit el seu cultiu.
La belladona es reprodueix sembrant les seves llavors, o bé es multiplica mitjançant esqueixos de la tija o de la rel. La sembra es fa a finals d'agost i principis de setembre.
Aquesta droga és coneguda i utilitzada amb èxit des del segle xv. I va tenir un paper molt important en la bruixeria. Era un dels principals ingredients que utilitzaven en les pocions i en els ungüents utilitzats per bruixots. Hi havia una mescla molt important que contenia belladona, mandràgora i greixos de nounats, que es fregava sobre la pell o s'inseria a la vagina per ser absorbida, provocant un efecte de levitació.

## Galeria d'imatges

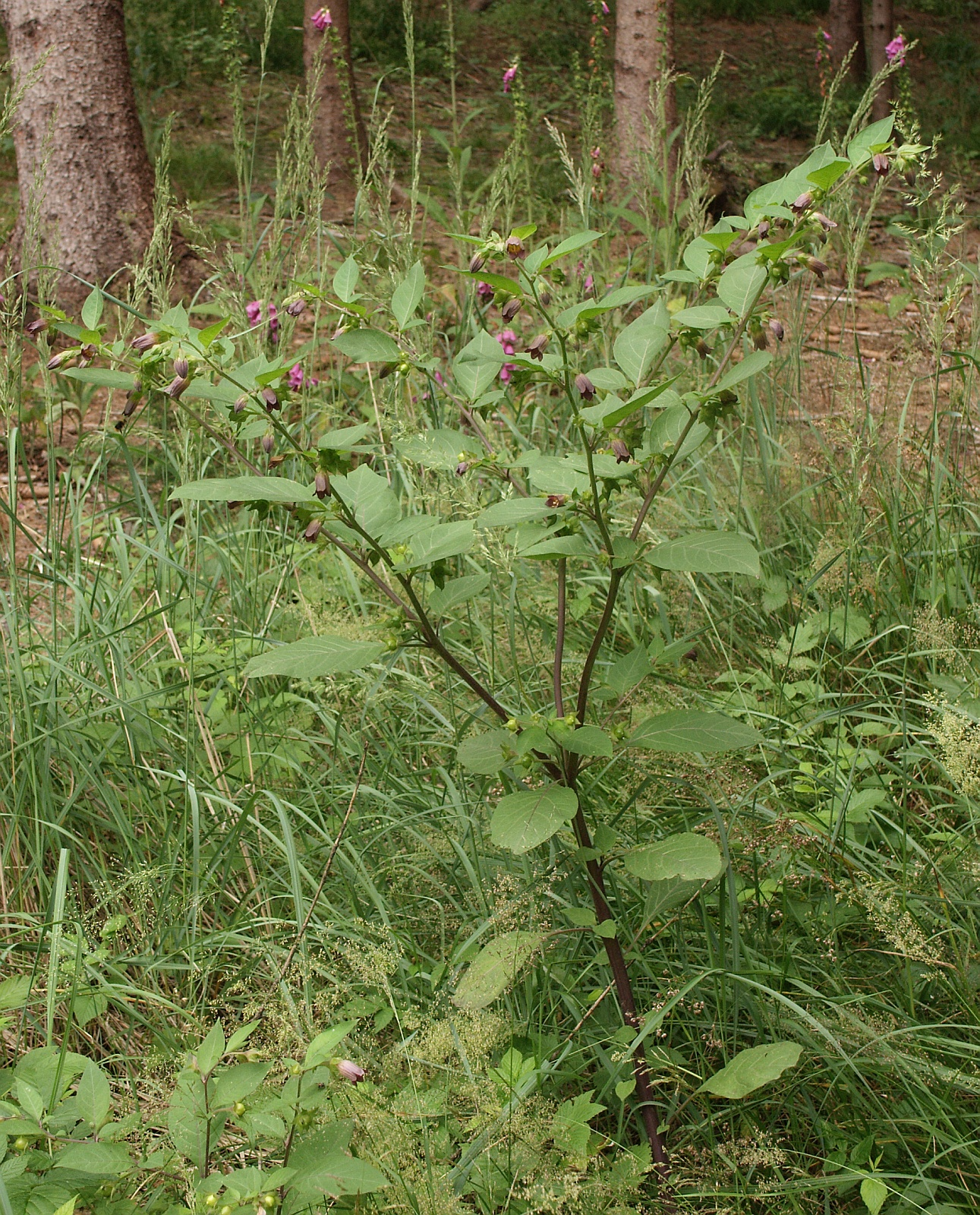
aspecte general
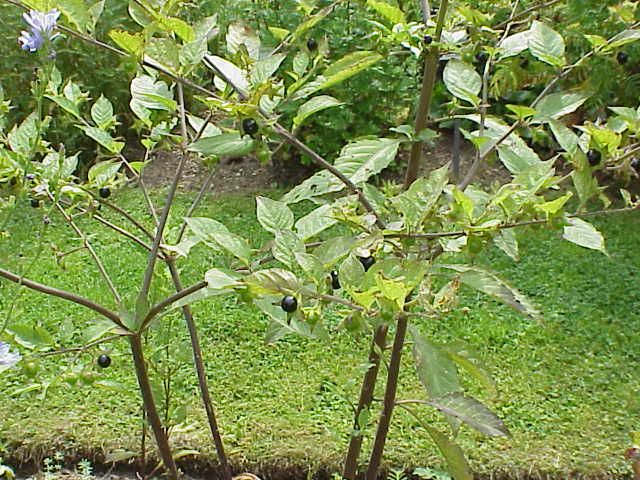
aspecte general
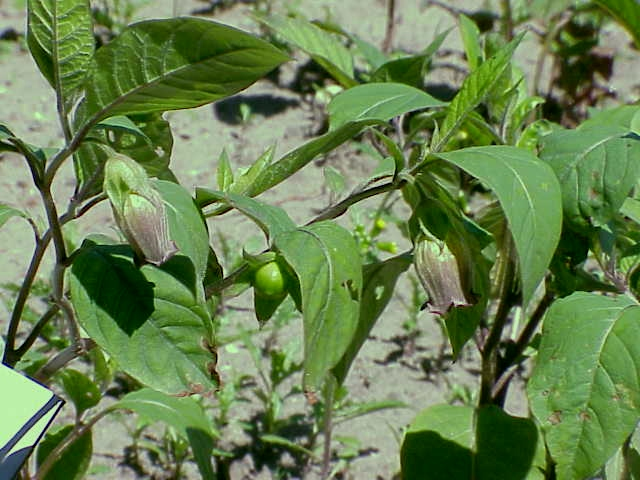
fulles
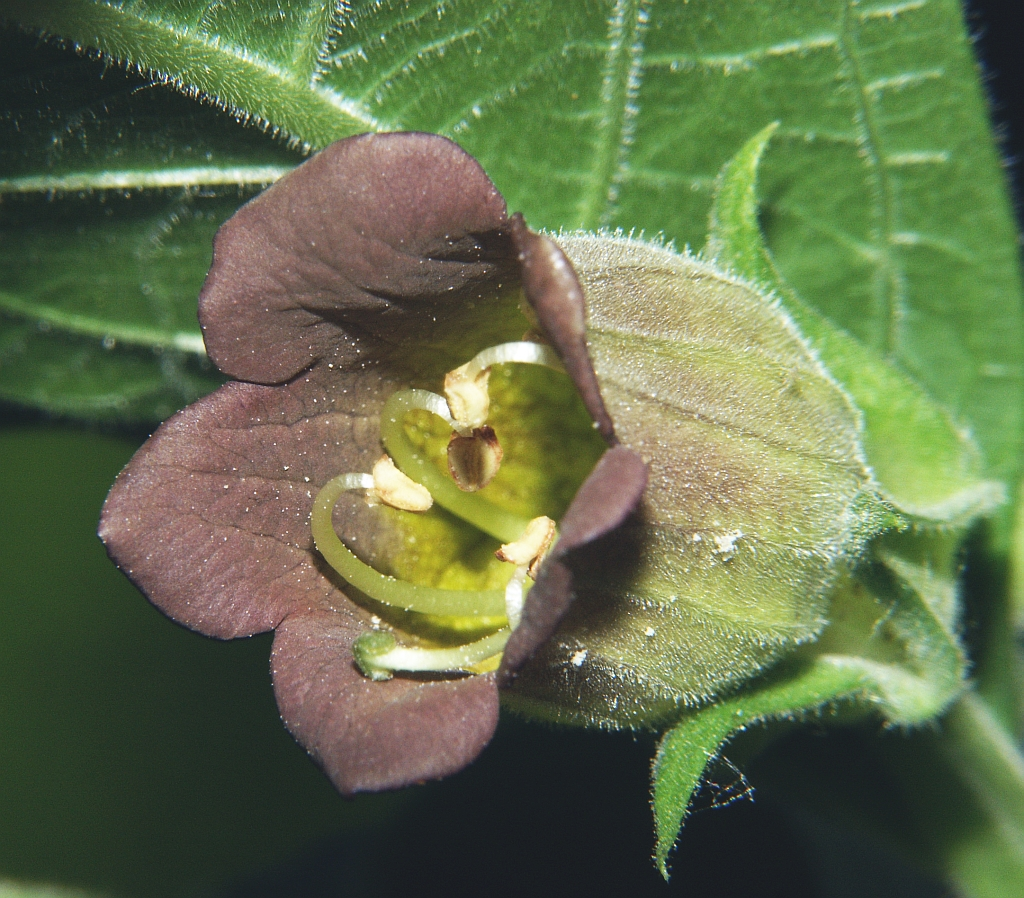
flor
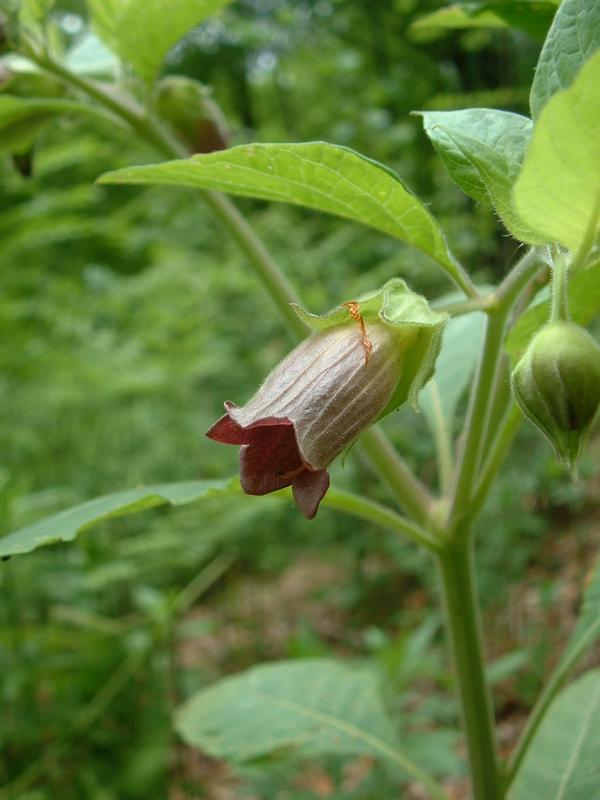
flor
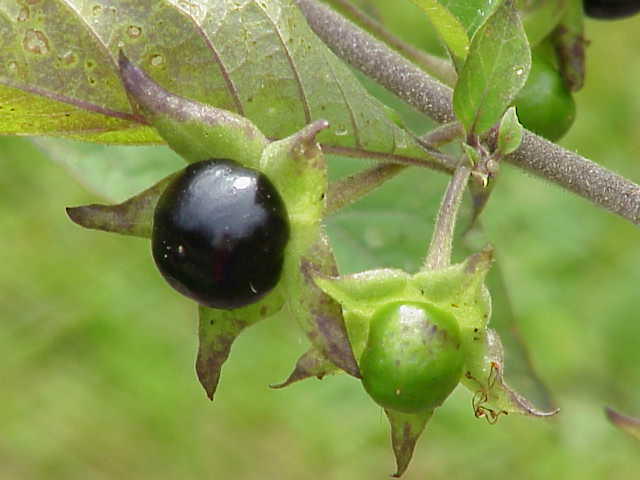
detall del fruit verd i madur
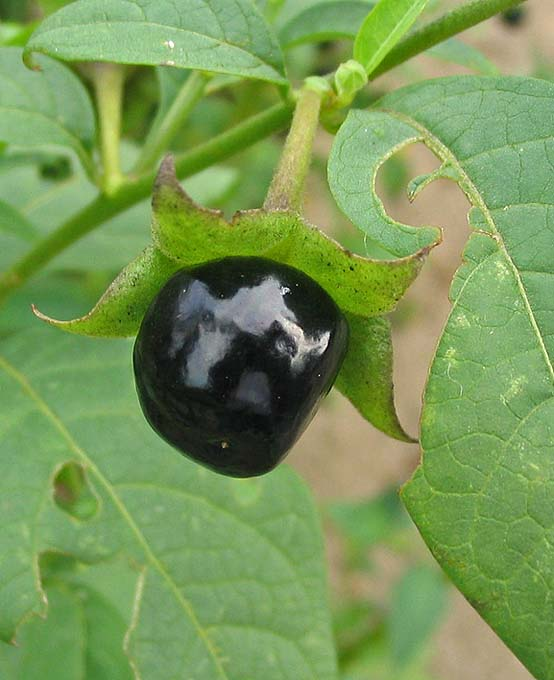
detall del fruit madur